# Posco Tower Songdo
Der Posco Tower Songdo (koreanisch 포스코타워 송도), der frühere Name Northeast Asia Trade Tower (NEATT, koreanisch 동북아무역타워) ist ein Wolkenkratzer in der südkoreanischen Großstadt Songdo, Incheon. Das von dem Architekturbüro Kohn Pedersen Fox entworfene Gebäude ist mit seiner Höhe von 305 Metern das höchste in Incheon.

## Geschichte
Nachdem im Jahr 2005 das Bauprojekt der Öffentlichkeit vorgestellt wurde, Baubeginn war im Februar 2007. Während des Baus wurde der Bau jedoch aufgrund der Finanzkrise 2008 und der Rezession auf dem Immobilienmarkt dreimal gestoppt und dann 2011 wieder aufgenommen. Das Gebäude wurde 2013 fertiggestellt, aber das Innere war leer. Danach wurde es am 30. Juni 2014 offiziell fertiggestellt und am 10. Juli desselben Jahres eröffnet.
Sein ursprünglicher Name war Northeast Asia Trade Tower, aber er wurde jetzt in Posco Tower Songdo geändert.

## Höhe und Vergleich
Äußerlich ähnelt der Baukörper des Posco Tower Songdo leicht jenem des One World Trade Centers, welches in New York am Ground Zero gebaut wurde. Jedoch besitzt das One WTC im Gegensatz zum North East Asia Trade Tower eine Spitze auf dem Dach und ist mit 541 Metern deutlich höher.
Haeundae Doosan We've the Zenith, das bis 2012 das höchste Gebäude in Südkorea war, ist 301 Meter hoch und hat 80 Stockwerke, aber der Posco Tower Songdo ist 305 Meter hoch und wurde von 2013 bis 2016 zum höchsten Gebäude in Südkorea.
Der Bau des Gebäudes wurde von dem Unternehmen Gale International in Auftrag gegeben. Mit der Fertigstellung des Lotte World Tower mit einer Höhe von 555 Metern im Jahr 2017, Haeundae LCT The Sharp mit einer Höhe von 411 Metern im Jahr 2019, und des Park1 Tower mit einer Höhe von 333 Metern im Jahr 2020 wird der Posco Tower Songdo wurde auf den sechsten Platz unter den höchsten Gebäuden in Südkorea verdrängt.

## Interne Einrichtungen
Das 1. Untergeschoss bis zum 2. Untergeschoss sind Parkplätze, die 1. Etage ist die Lobby und die 2. bis 35. Etage sind Geschäftseinrichtungen. In den Etagen 36 bis 64 befindet sich das Hotel, das als Hotel für die Asienspiele 2014 genutzt wurde. Die 65. Etage wird seit 2013 als Sternwarte genutzt und wurde 2016 zu einem Bar- und Essbereich umgebaut. Im 3. Untergeschoss und im 66. bis 68. Obergeschoss befinden sich Maschinenräume.